# Tacca palmatifida
Tacca palmatifida är en enhjärtbladig växtart som beskrevs av John Gilbert Baker. Tacca palmatifida ingår i Taccasläktet, och familjen Dioscoreaceae. Inga underarter finns listade i Catalogue of Life.